# Strmovo (Bajina Bašta)
Strmovo (Servisch cyrillisch Стрмово) is een plaats in de Servische gemeente Bajina Bašta. De plaats telt 582 inwoners (2002).